# TGV sebességrekordok

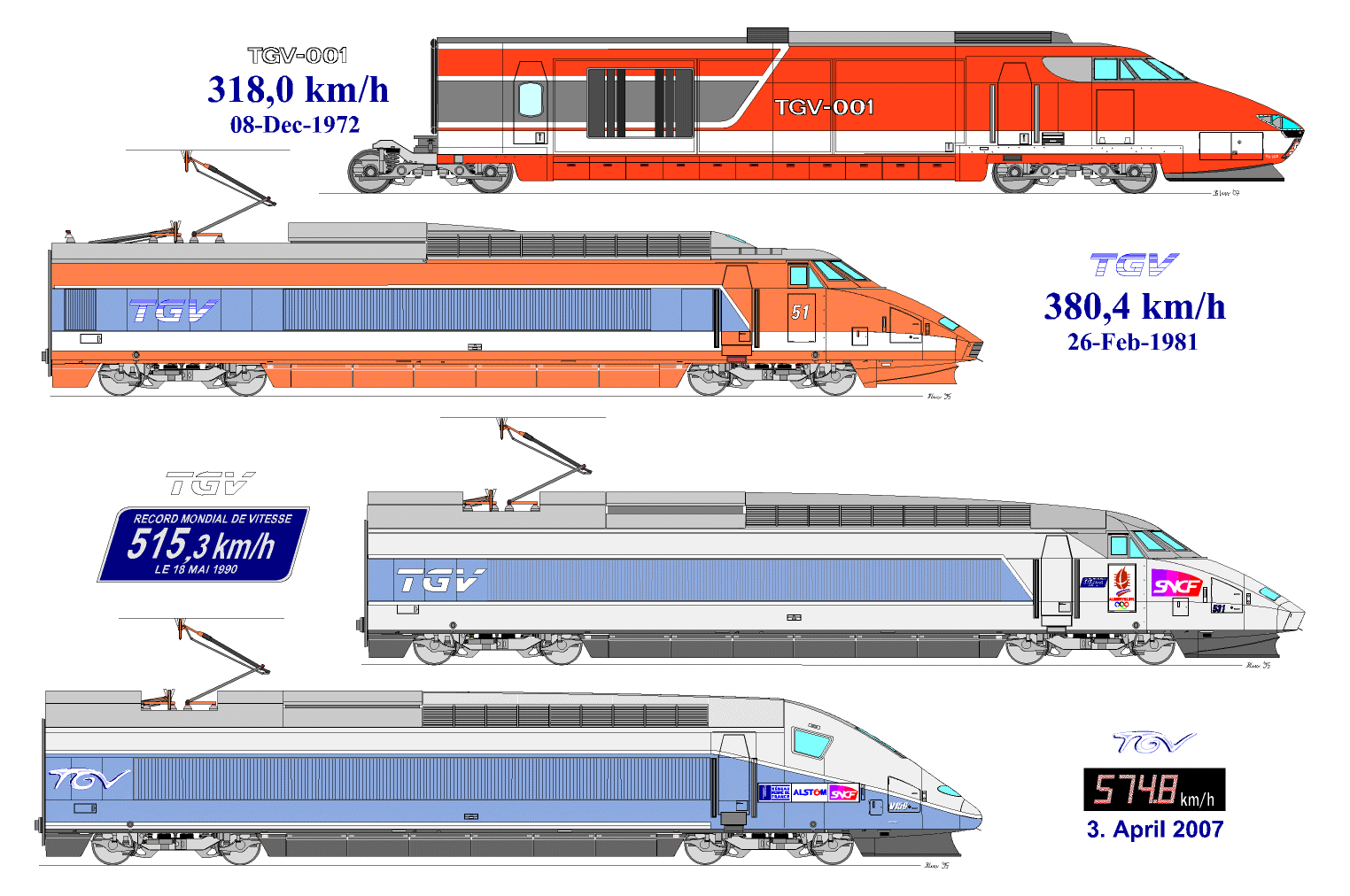
Rekordok

A francia TGV vonatok a kezdetektől fogva törekedtek az akkori aktuális sebességrekordok megdöntésére, hogy mindig egy TGV motorvonat legyen a leggyorsabb vonat a világon.

## 1990

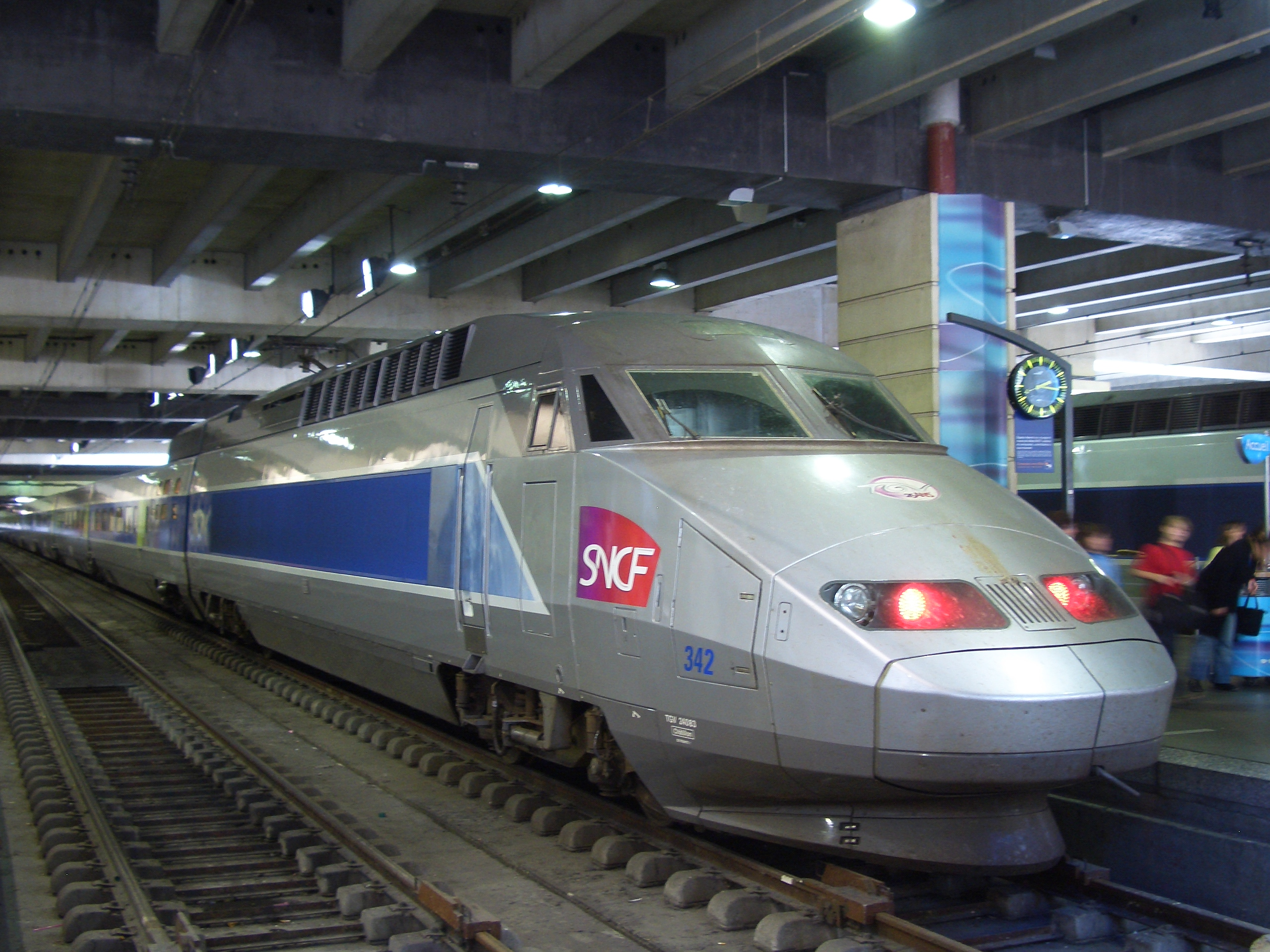
TGV Atlantique, a világ leggyorsabb vonata 2007-ig

Az SNCF 1990. május 18-án a TGV Atlantique-kal állította fel 515,3 km/h sebességgel azt a vasúti közlekedésben páratlan világrekordot, amely évekig megdöntetlen maradt.

## 2007

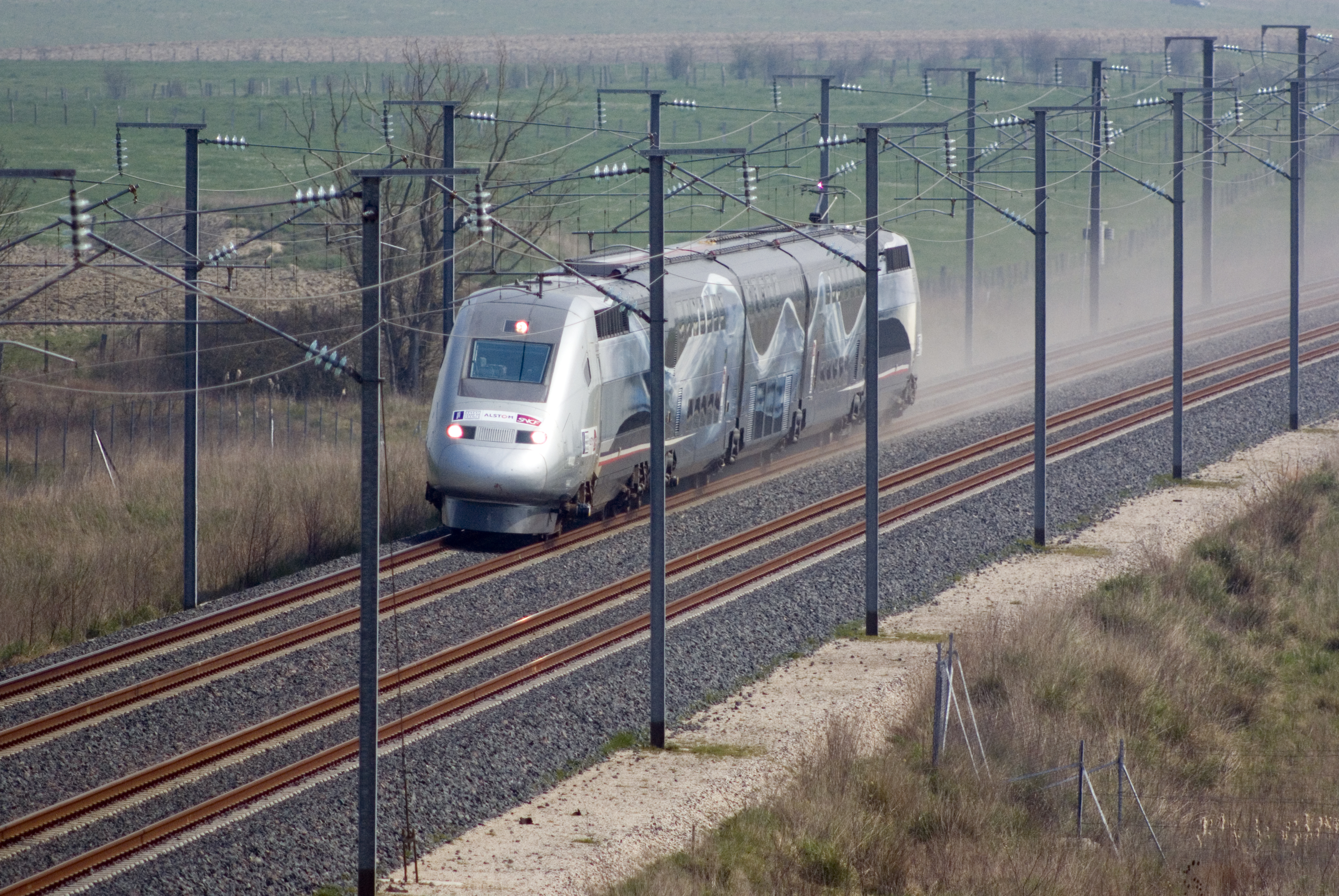
TGV POS - A világrekorder vonat

2007. április 4-én került sor az újonnan megépített Párizs-Strasbourg nagysebességű vasútvonalon. Az Alstom négy kocsiból álló TGV POS szerelvénye ezúttal 574,8 km/h sebességű világrekordot állított fel. Az SNCF egyébként az új vonalon – a most már hagyományos 300 km/h-s menetrendszerű közlekedés mellett - kísérleteket kezdett a szupergyors, 350 km/h-s sebességű szerelvények üzembe állításának vizsgálata céljából.
Természetesen a sebességi világrekord felállítása műszaki változtatásokat is igényelt, így például a kerékpár átmérőjét 920-ról 1092 mm-re növelték, így csökkentve mind a kerékpár, mind a motor fordulatszámát. Mintegy 15%-os csökkenés volt elérhető a tetőn elhelyezett elemek áramvonalasításával, illetőleg a kocsik közötti hézagok pótlólagos gumitömítésével. A vontatómotorok teljesítményét a vontatófejekben 1950 kW-ra, a mellékkocsikban pedig 1000 kW-ra növelték. Ez 68, illetve 40%-kal haladta meg a normál szerelvénymotorok teljesítményét. Így a szerelvény teljes teljesítményfelvétele 19,6 MW (25.000 LE) volt, amely közel kétszerese egy menetrendszerű motorvonatnak. Az igazi, és egyben legkellemesebb meglepetést az újonnan kifejlesztett forgóvázak okozták, mivel még a világbajnoki sebességnél is nyugodtabb futást biztosítottak, mint a hagyományos nagysebességű forgóvázak. A mellékkocsik egyikében rendezték be a mérőállomást, amelybe 600 érzékelő szolgáltatta az adatokat. Az áramszedés mellett a fékkapacitás, az üzemi hőmérséklet és a dinamikus stabilitás voltak a mérendő paraméterek. A világrekord felállítását megelőzően három hónapig tartottak az előkészületek, illetve futástesztek, amelyek során mintegy 3200 km-t tett meg a szerelvény 450 km/h fölötti sebességgel. A kísérleti pályát a Párizs - Strasbourg között 2007 június 12-én megnyitott nagysebességű pálya 150–270 km szelvénye között jelölték ki, amelyen menetrendszerűen 320 km/h sebességgel közlekednek a TGV szerelvények.
Természetesen az infrastruktúra berendezésekben is változtatásokat kellett alkalmazni az 500 km/h-n fölüli sebesség miatt. Így a tápfeszültséget 25-ről 31 kV-ra emelték többlet transzformátorok és kondenzátorok beépítésével. Ez utóbbira a mozdony által termelt reaktív többlet energia kompenzálása miatt volt szükség. További problémát okozott az áramszedő, mivel 540 km/h-nál már 0,4 másodpercenként haladt el a szerelvény a felsővezetéki oszlopok mellett, és az így keltett aerodinamikus turbulencia miatt az áramszedő magasságváltozása meghaladta a megengedett értéket. Ezért a munkavezeték feszítőerejét 2,7 tonnáról 4 tonnára növelték, így elérve, hogy az áramszedő függőleges mozgása nem lépte túl a 25 cm-es határértéket. A pálya felépítményében viszonylag kevés változtatásra volt szükség: az íveket 30 mm-rel megemelték, a betonaljak elmozdulását pedig egy speciális spray segítségével akadályozták meg. A világrekord felállítása során a tervezőmérnökök számos olyan adathoz jutottak, amelyek segítségével a TGV-t felváltó új, nagysebességű szerelvények, az AGV-k konstrukciós kialakítása meggyorsítható.